# Sieciemin (gromada)
Sieciemin (od 31 XII 1971 Pękanino) – dawna gromada, czyli najmniejsza jednostka podziału terytorialnego Polskiej Rzeczypospolitej Ludowej w latach 1954–1972.
Gromady, z gromadzkimi radami narodowymi (GRN) jako organami władzy najniższego stopnia na wsi, funkcjonowały od reformy reorganizującej administrację wiejską przeprowadzonej jesienią 1954 do momentu ich zniesienia z dniem 1 stycznia 1973, tym samym wypierając organizację gminną w latach 1954–1972.
Gromadę Sieciemin  z siedzibą GRN w Siecieminie utworzono – jako jedną z 8759 gromad na obszarze Polski – w powiecie sławieńskim w woj. koszalińskim na mocy uchwały nr 43/54 WRN w Koszalinie z dnia 5 października 1954. W skład jednostki weszły obszary dotychczasowych gromad Sieciemin, Ratajki, Dąbrowa, Pękanino i Grabówko ze zniesionej gminy Sieciemin w tymże powiecie. Dla gromady ustalono 13 członków gromadzkiej rady narodowej.
31 grudnia 1959 do gromady Sieciemin włączono wsie Kusice i Grabowo ze zniesionej gromady Niemica w tymże powiecie.
Gromadę Sieciemin zniesiono 31 grudnia 1971 przez przeniesienie siedziby GRN z Sieciemina do Pękanina i zmianę nazwy jednostki na gromada Pękanino.